# Dub Josef
Dub Josef je památný strom, který roste v zámeckém parku ve Wiśniowé ve gmině Wiśniowa v Podkarpatském vojvodství v Polsku.

## Základní údaje
- název: Dub Josef
- věk: 650 let[1]

## Historie
Památný strom Josef je pozůstatkem původního pralesa tvořeného duby, habry a lipami. Některé z původních velikánů byly ponechány v užitkové zahradě, která obklopovala nově vzniklé panské sídlo, o němž první písemná zmínka pochází z roku 1536. Zámek měnil majitele a v roce 1867 jej získal Franciszek Mycielski (1832-1901). Rod Mycielských nechal zámek přebudovat a díky jejich zálibě v umění se z Wiśniowé stalo kulturní a vzdělanostní centrum celého regionu. Několik malířů bylo majiteli zámku pozváno k malování solitérů v parku. Mezi nimi byl i Józef Mehoffer, podle nějž získal staletý dub jméno. Dub Josef byl již v první polovině 20. století vykotlaný (tzv. komínová vada). Během druhé světové války se dutina stromu na více než dva měsíce stala útočištěm šestičlenné židovské rodiny, která prchala před nacisty. Na konci 20. století ochránci z Klubu Gaja otvor ve stromě uzavřeli.

## Další zajímavosti
Dub Josef byl v roce 2016 vybrán jako strom roku Polska a v roce 2017 získal titul Evropský strom roku. Jako symbol dlouhověkosti a trvanlivosti byl tento dub vyobrazen na zadní straně bankovky 100 zlotých v době druhé Polské republiky, bankovky byly vydané 2. června 1932 a 9. listopadu 1934, autorem obrazu stromu byl Józef Mehoffer.